# Тебя любят там где меня нет
«Тебя любят там где меня нет» — восьмой студийный альбом российского и испанского хип-хоп-исполнителя Kizaru, выпущенный 18 ноября 2022 года на лейбле Effective Records / Haunted Family. В релизе Kizaru возвращается к трэп-музыке, а обложка альбома очень похожа на обложку Savage Mode II от 21 Savage и Metro Boomin.

## Предыстория
В конце октября 2022 года Kizaru сообщил о выходе сольного альбома в ноябре.
Со слов Олега, работа над альбомом заняла полтора года: «Я писал его полтора года, здесь все мои мысли о жизни и все, что вы хотели знать обо мне. Спасибо всем, кто со мной».

## Список композиций
Все тексты написаны Олегом Нечипоренко.
| №                   | Название                      | Музыка                                 | Длительность |
| ------------------- | ----------------------------- | -------------------------------------- | ------------ |
| 1.                  | «Murder Rate»                 | Big Baby Tape, Aarne                   | 2:56         |
| 2.                  | «Serial Killa»                | Montana, Twofive, Big Baby Tape[a]     | 2:24         |
| 3.                  | «Lu4she»                      | Only1swagger, Coldblime, Pirate1pirate | 2:14         |
| 4.                  | «Jefe»                        | YG Woods                               | 2:17         |
| 5.                  | «Тебя любят там где меня нет» | Montana                                | 2:23         |
| 6.                  | «Ride Wid Me»                 | Montana, 180revs                       | 2:48         |
| 7.                  | «Break Up»                    | Montana                                | 2:31         |
| 8.                  | «Мне это не нужно»            | Montana                                | 3:27         |
| 9.                  | «If I Could Teach the World»  | YG Woods                               | 2:28         |
| 10.                 | «Get Money Fuck Fame»         | Flory                                  | 2:07         |
| 11.                 | «Как всё идёт»                | Jumpmvn, Whiteback                     | 2:41         |
| 12.                 | «Ha Ha Ha»                    | Montana                                | 2:41         |
| Общая длительность: | Общая длительность:           | Общая длительность:                    | 31:07        |

Примечания
- ↑  неуказанный автор[5].
- «Murder Rate» содержит отрывок из «Острова сокровищ»[6].
- «Jefe» содержит неуказанный вокал Big Baby Tape[7].

## Чарты
| Чарт (2022)               | Высшая позиция |
| ------------------------- | -------------- |
| Литва (AGATA)             | 11             |
| Украина (iTunes)          | 1              |
| Россия (iTunes)           | 2              |
| Азербайджан (Apple Music) | 1              |
| Эстония (Apple Music)     | 1              |
| Казахстан (Apple Music)   | 1              |
| Кыргызстан (Apple Music)  | 1              |
| Латвия (Apple Music)      | 1              |
| Литва (Apple Music)       | 1              |
| Молдова (Apple Music)     | 1              |
| Россия (Apple Music)      | 1              |
| Украина (Apple Music)     | 1              |
| Армения (Apple Music)     | 3              |
| Кипр (Apple Music)        | 3              |
| Исландия (Apple Music)    | 3              |
| Польша (Apple Music)      | 4              |
| Турция (Apple Music)      | 4              |
| Сербия (Apple Music)      | 5              |
| Чехия (Apple Music)       | 7              |
| Финляндия (Apple Music)   | 7              |
| Израиль (Apple Music)     | 12             |
| Таджикистан (Apple Music) | 15             |
| Болгария (Apple Music)    | 20             |
| ОАЭ (Apple Music)         | 41             |
| Словакия (Apple Music)    | 43             |
| Австрия (Apple Music)     | 64             |
| Швеция (Apple Music)      | 76             |
| Румыния (Apple Music)     | 78             |
| Нидерланды (Apple Music)  | 84             |
| Испания (Apple Music)     | 88             |
| Греция (Apple Music)      | 90             |